# Кладбище Нью-Калтон
Кладбище Нью-Калтон (англ. New Calton Burial Ground) — кладбище в Эдинбурге (Шотландия). Создано для расширения и переноса захоронений со старого кладбища Олд-Калтон. Расположено в полумиле к востоку от него на Риджент-Роуд, на юго-восточных склонах Калтон-Хилла. Оно находится на довольно крутом южном склоне с видом на дворец Холируд, здание шотландского парламента и вулкан «Трон Артура».
Здесь находится семейный участок Стивенсонов, место упокоения нескольких выдающихся членов семьи Роберта Луиса Стивенсона.

## История
Необходимость создания кладбища была вызвана строительством площади Ватерлоо, которая прорезала старое кладбище Калтона, требуя немедленного перезахоронения тел. Эта сложная инженерная операция продолжалась с 1817 по 1820 год. Тела были тщательно идентифицированы и перевезены вместе с соответствующим надгробием, если таковое имелось, на новое кладбище.
Как старые, так и новые калтонские могильники не являются частными кладбищами, скорее они были приходскими могильниками для местных жителей.
Проект проезда через Старый Калтонский могильник для создания Риджент-Бриджа и площади Ватерлоо был предпринят Арчибальдом Эллиотом, который вскоре умер и похоронен на Новом Калтонском кладбище. Новое Калтонское кладбище было заложено Томасом Боннаром, а дизайн был завершен Томасом Брауном.
Первое зарегистрированное погребение (в отличие от перезахоронений) записано на своде на северной стене и относится к Джону Файфу, который умер 27 февраля 1817 года и был похоронен в недавно построенном склепе своего отца, Эндрю Файфа, примерно на полпути вдоль северной стены.
Он был «открыт для публики» в 1820 году. До этого шел длительный процесс тщательного перезахоронения (до 300 человек).

## Расположение
Считается, что задачу по устройству нового могильника взял на себя Томас Браун, управляющий работами в городе в то время. Самые старые захоронения расположены в северной части кладбища. В некоторых случаях перестраивали целые склепы. Планировка, как правило, прямолинейная, и выложена в виде ряда террас с востока на Запад, спускающихся с холма.

### Сторожевая башня
У самого входа, была построена сторожевая башня, чтобы уберечься от разграбления могил.
Башня использовалась как жилой дом с середины 19-го века примерно до 1955 года. Несмотря на то, что он был крошечным (около 5 м в диаметре внутри), говорят, что в нем одновременно размещалась семья из десяти человек: родители спали на центральном этаже (гостиная), дочери — на верхнем этаже, сыновья — на нижнем. Соседние пустующие участки использовались в качестве огородной земли для выращивания овощей. Оставшийся участок ревеня все еще существовал до середины 1980-х годов.

## Текущее состояние и вандализм
В то время как земля хорошо поддерживается с точки зрения стрижки газона, многие камни разбиты или подверглись вандализму, а многие были уложены на ровном месте «по соображениям безопасности» местными властями.
В июне 2019 года могилы и памятники в земле были испорчены свастикой и оскорбительными терминами.

## Захоронения знаменитых личностей
- Преподобный Джордж муж Бэрд (1761—1840) — директор Эдинбургского университета
- Доктор Джеймс Бегби (1798—1869)
- Контр-адмирал Джеймс Биссет (ум. 1824) (место захоронения неясно)
- Джеймс Бойд (1795—1856) — школьный учитель
- Доктор Джон Браун (1810—1882) — писатель
- Дэвид Брайс (1803—1876) — архитектор
- Александр Брайсон (1816—1866) — ученый
- Сэр Александр Кристисон (1828—1918) — врач
- Роберт Кристисон (1797—1882) — токсиколог
- Семейный участок Croall
- Профессор Л. Б. К. Каннингем ФРСЕ (р. 1946) — физик-изобретатель гироскопического прицела, используемого в «Спитфайре»
- Уильям Дик (1793—1866) — известный ветеринар и основатель колледжа ветеринаров Дика в Эдинбурге
- Арчибальд Эллиот (1760—1823) — архитектор
- Уильям Фаулер (1824—1906) — архитектор
- Вице-Адмирал Александр Фрейзер (1747—1829)
- Вице-Адмирал Томас Фрейзер (1796—1870)
- Эндрю Файф (1792—1862) — химик
- Доктор Джон Гейрднер (1790—1876) — врач
- Адмирал Джон Грэм (1791—1854)
- Преподобный Джон Инглис (1762—1834) — модератор Генеральной Ассамблеи шотландской церкви и его сын,
- Джон Инглис, лорд Гленкорс (1810—1891) — политик и судья
- Лорд Джеймс Айвори (1792—1866) — судья
- Уильям Нокс (1789—1825) — любимый поэт Авраама Линкольна[4]
- Дэвид Лэйнг (1793—1868) — антиквар, книготорговец и библиотекарь
- Уильям МакГилливрей (1796—1852) — натуралист (могила осквернена)
- Александр Кинкейд Маккензи (1768—1830) — Лорд-проректор Эдинбурга с 1817 по 1819 год
- Джон Маклеод (1812—1872) — художник
- Сэр Уильям Миллер, Лорд Гленли (1755—1846)
- Джон Мойр (1808—1899) — врач (местонахождение могилы неясно)
- Дэвид Несс (1786—1852) — скульптор
- Саймон Тейлор Огилви (1792—1875) — командующий Королевским флотом Великобритании
- Адмирал Дэвид торфа (1793—1879) (только мемориал, похоронен в Маркинч)
- Роберт Питкэрс (1793—1855) — антиквар
- Генерал Роджер Хейл Шифф (1763—1851)
- Эндрю Скен ФРСЭ (1784—1835) — генеральный адвокат Шотландии в 1834 году (мраморный памятник, высеченный Патриком Парком)
- Контр-адмирал Эндрю Смит (ум. 1831)
- Алан Стивенсон (1807—1865) — инженер маяка
- Роберт Стивенсон (1772—1850) — инженер-строитель, отец Алана и Томаса
- Томас Стивенсон (1818—1887) — инженер маяка, отец Роберта Луиса Стивенсона
- Преподобный Доктор Чарльз Ричард тип (1830—1905) — капеллан епископа Эдинбургского (местонахождение неясно)
- Преподобный Чарльз Терро (1790—1872) — епископ Эдинбургский
- Джон Тин (1764—1827) — архитектор
- Джон Юл (1762—1827) — ботаник

Примечательны и другие могилы. На кладбище находится могила "неизвестного солдата", в которой захоронены пять моряков торгового флота Содружества, чьи тела были извлечены из моря после нападения на МВ «Ательтемплар» 1 марта 1941 года во время Второй мировой войны. Кроме того, на кладбище расположены четыре  могилы времен Первой мировой войны: солдата и офицера британской армии, офицера и летчика Королевских ВВС.